# Cintra
Cintra, S.A. (Concesiones de Infraestructuras de Transporte) ist ein spanisches Infrastrukturunternehmen mit Sitz in Madrid und ist Teil der Ferrovial-Unternehmensgruppe. Cintra baut und betreibt gebührenpflichtige Straßen, insbesondere Autobahnen, und Parkhäuser. Hierzu gehören beispielsweise der Highway 407 (Ontario), der Chicago Skyway, die Indiana Toll Road und verschiedene Straßen in Spanien. Zurzeit wird gemeinsam mit dem Unternehmen Zachry Corporation Company aus San Antonio, Texas, der Trans-Texas Corridor gebaut.
Cintra wurde 1998 als Tochter von Ferrovial gegründet, um alle Beteiligungen der Gruppe im Bereich Autobahnen und Parkhäuser zu bündeln. Der Börsengang von Cintra erfolgte 2004, Ferrovial blieb aber der Mehrheitsaktionär. Im Jahr 2009 wurde Cintra jedoch wieder mit Ferrovial verschmolzen; Cintra ist seitdem wieder eine 100 %-Tochter von Ferrovial und ist nicht mehr an der Börse notiert.

## Weblink
- Offizielle Firmenseite